# Sikeston
Sikeston és una població dels Estats Units a l'estat de Missouri. Segons el cens del 2007 tenia 17.180 habitants.

## Demografia
Segons el cens del 2000, Sikeston tenia 16.992 habitants, 6.779 habitatges, i 4.602 famílies. La densitat de població era de 365,9 habitants per km².
Dels 6.779 habitatges en un 33,5% hi vivien nens de menys de 18 anys, en un 46,7% hi vivien parelles casades, en un 17,8% dones solteres, i en un 32,1% no eren unitats familiars. En el 28,6% dels habitatges hi vivien persones soles el 13,1% de les quals corresponia a persones de 65 anys o més que vivien soles. El nombre mitjà de persones vivint en cada habitatge era de 2,45 i el nombre mitjà de persones que vivien en cada família era de 2,98.
Per edats la població es repartia de la següent manera: un 27,6% tenia menys de 18 anys, un 8,5% entre 18 i 24, un 26,2% entre 25 i 44, un 22,2% de 45 a 60 i un 15,5% 65 anys o més.
L'edat mitjana era de 36 anys. Per cada 100 dones de 18 o més anys hi havia 78,2 homes.
La renda mitjana per habitatge era de 28.589 $ i la renda mitjana per família de 36.420 $. Els homes tenien una renda mitjana de 31.846 $ mentre que les dones 19.623 $. La renda per capita de la població era de 15.509 $. Entorn del 16,2% de les famílies i el 21% de la població estaven per davall del llindar de pobresa.

## Poblacions properes
El següent diagrama mostra les poblacions més properes.